# Kurt-Bürger-Stadion
Le Kurt-Bürger-Stadion est un stade omnisports allemand (servant principalement pour le football et l'athlétisme) situé dans la ville de Wismar, en Mecklembourg-Poméranie-Occidentale.
Le stade, doté de 4 000 places et inauguré en 1950, sert d'enceinte à domicile à l'équipe de football du FC Anker Wismar.
Il porte le nom de Kurt Bürger, homme politique mort en 1951 et ancien Premier ministre du Mecklembourg.

## Histoire
En 1949, la VEB Projektierung Schwerin commencé à planifier la construction du stade à la demande de la direction du chantier naval Mathias Thesen à Wismar. Principalement grâce au travail bénévole des employés de l'entreprise et des membres de divers clubs de la ville hanséatique, la première section du nouveau stade sort de terre en 1950. Il est inauguré officieusement le 30 avril 1950 lors d'une rencontre amicale entre le ZSG Anker Wismar et l'Eimsbütteler TV.
Cependant, encore deux ans et demi doivent s'écouler avant qu'il ne soit finalement achevé. Le 21 septembre 1952, le stade est officiellement inauguré devant 16 000 spectateurs. En plus d'un match de football entre le BSG Motor Wismar et le BSG Chemie Leipzig, des compétitions d'athlétisme, des matchs de boxe et des démonstrations de gymnastique ont également lieu, le tout encadré de feux d'artifice. L'Ostseezeitung écrira plus tard que le gouvernement de la République démocratique allemande avait mis à disposition un total de 2,3 millions DDM pour la construction. En outre, une augmentation de la capacité à 20 000 places grâce à des sièges debout était prévue.
En 1960, de nombreuses scènes du film de la DEFA Der neue Fimmel (réalisé par Walter Beck) sont tournées au stade. Selon l'Ostsee-Zeitung du 31 mai 1960, 20 000 habitants de Wismar ont joué en tant que figurants dans les scènes,.
Le stade, classé monument historique depuis 2008, est rénové en 2018,.

## Galerie

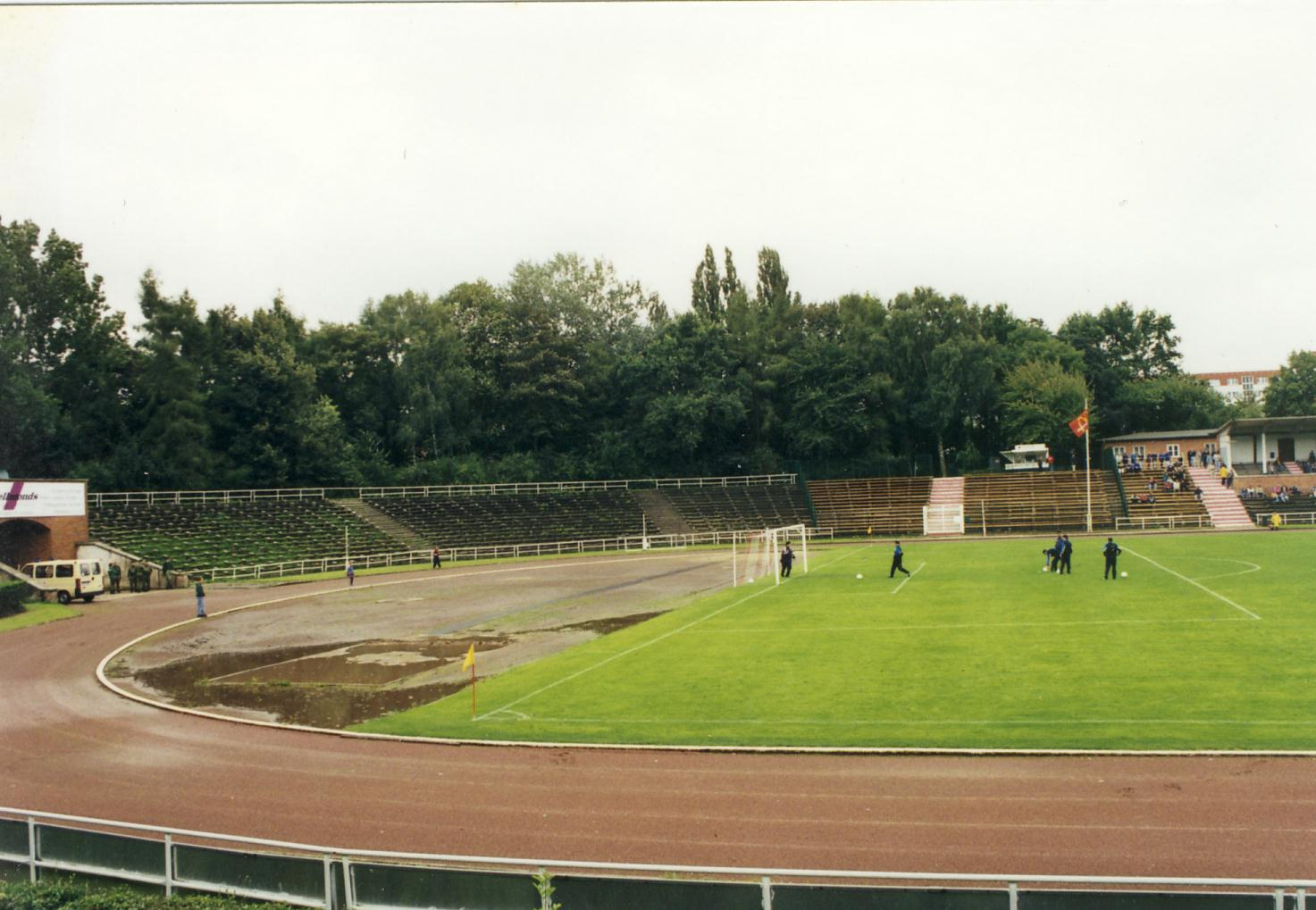
Vue du stade dans les années 2000 no 1
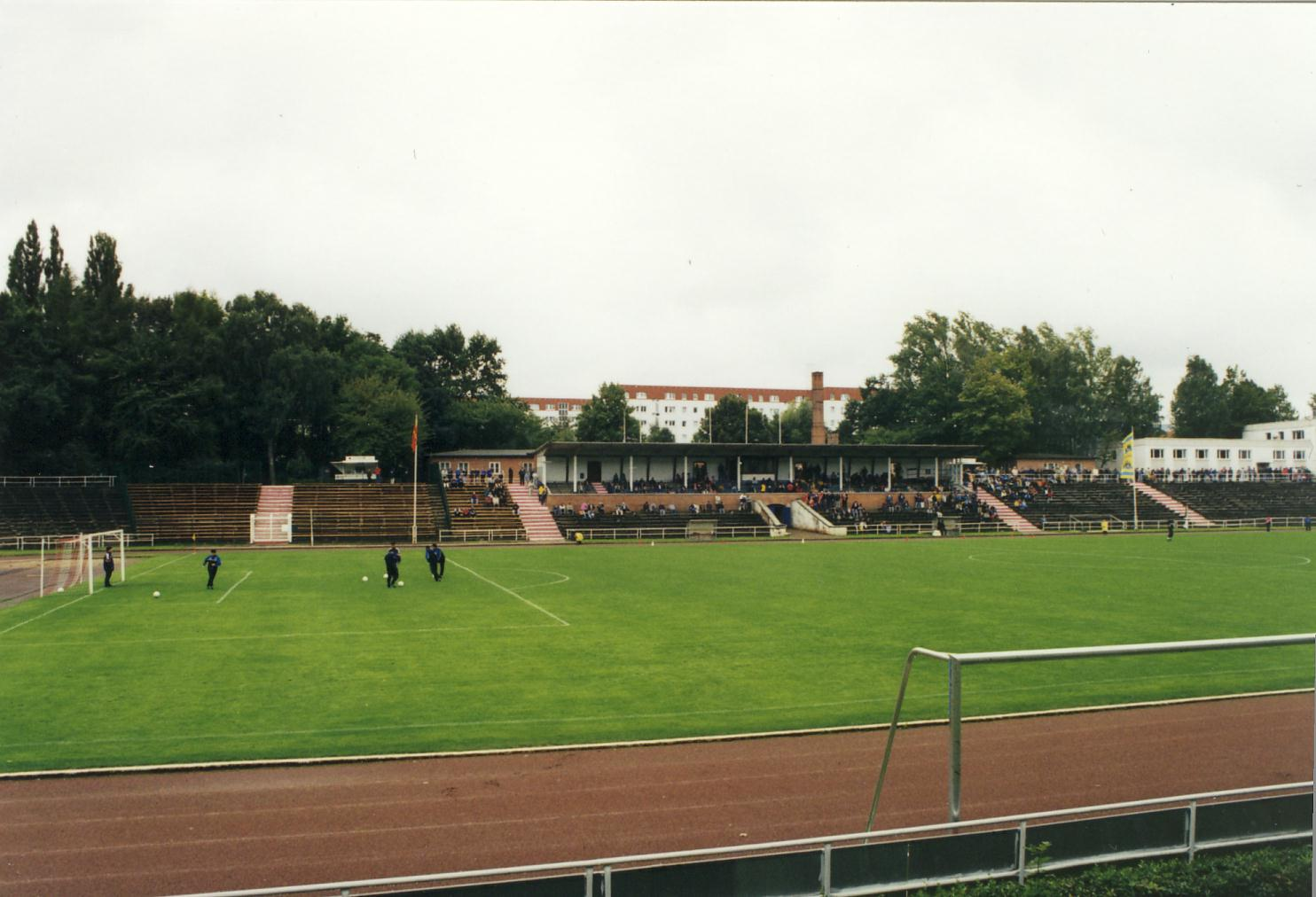
Vue du stade dans les années 2000 no 2
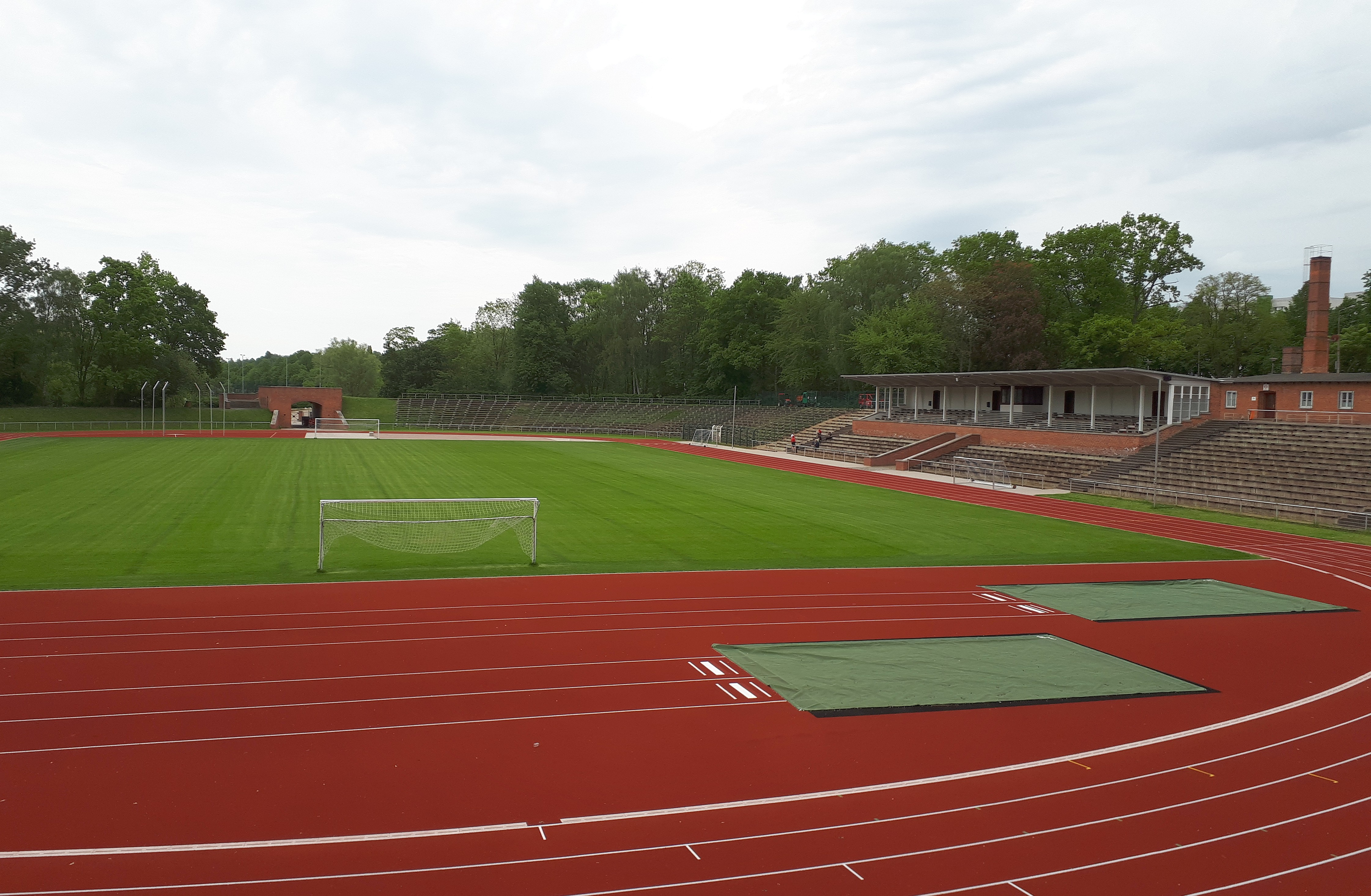
Vue du stade en 2020